# Шнееров, Яков Аронович
Яков Аронович Шне́еров (1909 — ?) — советский металлург.

## Биография
Родился 12 июля 1909 года в Санкт-Петербурге в семье инженера завода.
В 1929 году окончил Ленинградский политехнический институт.
С 1929 года по 1931 год работал на Путиловском заводе в Ленинграде. В 1933 году был направлен в город Мариуполь на металлургический комбинат имени Ильича. Во время работы Шнеерова начальником цеха была проведена реконструкция мартеновских печей, позволившая повысить из производительность. с 1938 года по 1941 год работал в Наркомчермете. В середине 1930-х годов был начальником мартеновского цеха. Разработал план увеличения объёма выплавки в мартеновских печах.
С 1941 года работал в Магнитогорском металлургическом комбинате заместителем главного инженера. Был лауреатом Сталинской премии за 1947 год — за разработку и внедрение приборов автоматического управления мартеновскими и доменными процессами.
С 1950 года работал в УкрНИИМете в Харькове. Защитил кандидатскую диссертацию в 1954 году на тему «Исследование работы мартеновских печей большого тоннажа». C 1964 года по 1985 год возглавлял отдел металлургии стали ИЧМ в Днепропетровске. В 1971 году защитил докторскую диссертацию «Полуспокойная сталь». Во многом благодаря деятельности Института и усилиям Я. А. Шнеерова, объём выплавки мартеновской стали с применением кислорода к середине 70-х годов был доведен до 83,4 %, причем только в Украине с 1960 г. по 1970 г. количество этой стали возросло с 9,9 до 26,3 млн.т. В отделе ОМС ИЧМ появились новые лаборатории. Также в период работы в ИЧМ он занимался исследованиями кислородно-конвертерного процесса. После 1991 года работал в ассоциации сталеплавильщиков . Возглавлял редакционные комиссии трудов конгрессов сталеплавильщиков.

## Награды
- 1936 год — премирован наркомом Г. К. Орджоникидзе автомашиной: за производственные достижения мартеновского цеха завода им. Ильича (Мариуполь) и обеспечение рекордов Макара Никитовича Мазая.
- два ордена Трудового Красного Знамени (1943, 1945)
- орден «Знак Почёта» (1971)
- Сталинская премия третьей степени (1947) — за разработку и внедрение приборов автоматического управления мартеновскими и доменными процессами
- Государственная премия УССР (1972) — за разработку и внедрение новых марок стали.
- премия Совета Министров СССР (1990) — за разработку ресурсосберегающих процессов доводки и глубокого рафинирования стали в ковше и создание установок доводки металла для их осуществления.